# Джеймі Гемптон
Джеймі Гемптон (англ. Jamie Hampton; нар. 8 січня 1990) — колишня американська тенісистка.
Найвищу одиночну позицію світового рейтингу — 24 місце досягла 29 липня, 2013, парну — 74 місце — 21 травня, 2012 року.
Здобула 5 одиночних та 5 парних титулів туру ITF.
Найвищим досягненням на турнірах Великого шолома було 4 коло в одиночному розряді.
Завершила кар'єру 2020 року.

## Фінали турнірів WTA

### Одиночний розряд: 1 (поразка)
| Легенда                       |
| ----------------------------- |
| Турніри Великого шолома (0–0) |
| Premier M & Premier 5 (0–0)   |
| Premier (0–1)                 |
| International (0–0)           |

| Результат | Дата           | Турнір                       | Покриття | Суперниця     | Рахунок  |
| --------- | -------------- | ---------------------------- | -------- | ------------- | -------- |
| Поразка   | 22 червня 2013 | Eastbourne International, UK | Трава    | Олена Весніна | 2–6, 1–6 |

### Парний розряд: 1 (поразка)
| Легенда                       |
| ----------------------------- |
| Турніри Великого шолома (0–0) |
| Premier M & Premier 5 (0–0)   |
| Premier (0–0)                 |
| International (0–1)           |

| Результат | Дата            | Турнір                    | Покриття | Партнерка      | Суперниці                 | Рахунок          |
| --------- | --------------- | ------------------------- | -------- | -------------- | ------------------------- | ---------------- |
| Поразка   | 18 вересня 2011 | Tournoi de Québec, Канада | Тверде   | Анна Татішвілі | Ракел Атаво Абігейл Спірс | 1–6, 6–3, [6–10] |

## Фінали ITF
| турніри $100,000 |
| турніри $75,000  |
| турніри $50,000  |
| турніри $25,000  |
| турніри $10,000  |

### Одиночний розряд: 12 (5–7)
| Результат | Ранг | Дата             | Місце                  | Покриття | Суперниця            | Рахунок       |
| Поразка   | 1.   | 25 червня 2006   | ITF Форт-Верт, США     | Тверде   | Алекса Ґлетч         | 4–6, 1–6      |
| Поразка   | 2.   | 23 червня 2008   | ITF Вічита, США        | Тверде   | Лорен Ембрі          | 3–6, 4–6      |
| Перемога  | 3.   | 18 жовтня 2009   | ITF Клівленд, США      | Тверде   | Кайл Макфілліпс      | 6-4, 6-1      |
| Поразка   | 4.   | 24 січня 2010    | ITF Лутц, США          | Ґрунт    | Менді Мінелла        | 2–6, 6–4, 2–6 |
| Поразка   | 5.   | 7 березня 2010   | ITF Гаммонд, США       | Тверде   | Чжан Шуай            | 2–6, 1–6      |
| Поразка   | 6.   | 11 квітня 2010   | ITF Джексон, США       | Ґрунт    | Мір'яна Лучич-Бароні | 5–7, 3–6      |
| Перемога  | 7.   | 18 квітня 2010   | ITF Оспрі, США         | Ґрунт    | Флоренсія Молінеро   | 6–1, 6–3      |
| Перемога  | 8.   | 27 червня 2010   | Boston Challenger, США | Тверде   | Медісон Бренгл       | 6–2, 6–1      |
| Перемога  | 9.   | 11 липня 2010    | ITF Грейпвайн, США     | Тверде   | Нара Курумі          | 6–3, 6–4      |
| Перемога  | 10.  | 13 вересня 2010  | ITF Реддінг, США       | Тверде   | Єлена Панджич        | 3–6, 6–1, 6–4 |
| Поразка   | 11.  | 7 листопада 2010 | Grapevine Classic, США | Тверде   | Варвара Лепченко     | 6–7(1), 4–6   |
| Поразка   | 12.  | 7 серпня 2011    | Vancouver Open, Канада | Тверде   | Александра Возняк    | 3–6, 1–6      |

### Парний розряд: 9 (5–4)
| Результат | Ранг | Дата              | Турнір                   | Покриття | Партнерка            | Суперниці                           | Рахунок             |
| --------- | ---- | ----------------- | ------------------------ | -------- | -------------------- | ----------------------------------- | ------------------- |
| Поразка   | 1.   | 21 вересня 2009   | ITF Обрегон, Мексика     | Тверде   | Вітні Джонс          | Наталія Гітлер Андреа Кох-Бенвенуто | 6–7, 4–6            |
| Перемога  | 2.   | 18 жовтня 2009    | ITF Клівленд, США        | Ґрунт    | Грейс Мін            | Тарака Бертранд Елізабет Лампкін    | 6–1, 6–2            |
| Поразка   | 3.   | 8 листопада 2009  | ITF Рок-Гілл, США        | Ґрунт    | Лорен Албанезе       | Шерон Фічмен Анна Татішвілі         | 6–7(5), 6–4, [3–10] |
| Перемога  | 4.   | 3 квітня 2010     | ITF Пелам, США           | Ґрунт    | Меллорі Сесіл        | Чжань Цзіньвей Ніколь Кріз          | 6–4, 6–3            |
| Перемога  | 5.   | 13 лютого 2011    | ITF Мідленд, США         | Тверде   | Анна Татішвілі       | Ірина Фалконі Алісон Ріск           | w/o                 |
| Поразка   | 6.   | 7 серпня 2011     | Vancouver Open, Канада   | Тверде   | Ноппаван Летчівакарн | Крістіна Плішкова Кароліна Плішкова | 7–5, 2–6, [2–10]    |
| Поразка   | 7.   | 9 жовтня 2011     | Kansas City Classic, США | Тверде   | Айла Том'янович      | Марія Абрамович Ева Грдінова        | 6–2, 2–6, [4–10]    |
| Перемога  | 8.   | 1 листопада 2011  | Grapevine Classic, США   | Тверде   | Чжан Шуай            | Ліндсей Лі-Вотерс Меган Мултон-Леві | 6–4, 6–0            |
| Перемога  | 9.   | 13 листопада 2011 | Phoenix Classic, США     | Тверде   | Айла Томлянович      | Марія Санчес Ясмін Шнак             | 3–6, 6–3, 6–3       |

## Часова шкала результатів на турнірах Великого шлему
| W | Ф | ПФ | ЧФ | #Р | КТ | К# | DNQ | A | NH |

### Одиночний розряд
| Турнір                                 | 2010 | 2011 | 2012 | 2013 | 2014 | 2015 | SR     | W–L  |
| -------------------------------------- | ---- | ---- | ---- | ---- | ---- | ---- | ------ | ---- |
| Відкритий чемпіонат Австралії з тенісу |      | 1р   | 2р   | 3р   |      |      | 0 / 3  | 3–3  |
| Відкритий чемпіонат Франції з тенісу   |      | LQ   | 1р   | 2р   |      |      | 0 / 2  | 3–2  |
| Вімблдонський турнір                   |      |      | 2р   | 1р   |      |      | 0 / 1  | 1–2  |
| Відкритий чемпіонат США з тенісу       | 1р   | 1р   | 1р   | 3р   |      |      | 0 / 4  | 2–4  |
| В-П                                    | 0–1  | 0–2  | 2–4  | 7–4  | 0–0  | 0–0  | 0 / 11 | 9–11 |

### Парний розряд
| Турнір                                 | 2006 | 2007 | 2008 | 2009 | 2010 | 2011 | 2012 | 2013 | 2014 | 2015 | SR    | W–L |
| -------------------------------------- | ---- | ---- | ---- | ---- | ---- | ---- | ---- | ---- | ---- | ---- | ----- | --- |
| Відкритий чемпіонат Австралії з тенісу |      |      |      |      |      |      |      |      |      |      | 0 / 0 | 0–0 |
| Відкритий чемпіонат Франції з тенісу   |      |      |      |      |      |      |      |      |      |      | 0 / 0 | 0–0 |
| Вімблдонський турнір                   |      |      |      |      |      |      |      |      |      |      | 0 / 0 | 0–0 |
| Відкритий чемпіонат США з тенісу       | 1р   | 1р   | 1р   |      | 2р   | 1р   |      |      |      |      | 0 / 5 | 1–5 |
| В-П                                    | 0–1  | 0–1  | 0–1  | 0–0  | 1–1  | 0–1  | 0–0  | 0–0  | 0–0  | 0–0  | 0 / 5 | 1–5 |